# マゴベエ探偵団
『推理クイズ マゴベエ探偵団』（すいりクイズ マゴベエたんていだん）は、一部NET（1977年4月からはテレビ朝日）系列局で放送された名古屋放送（現・名古屋テレビ）製作の視聴者参加型クイズ番組。製作局の名古屋放送では1976年4月3日から1980年12月27日まで放送。

## 概要
当時雑誌の付録などで人気を上げた推理クイズを映像化した番組である。
様々な芸能人が繰り広げる推理ドラマが受けて、名古屋放送の放送エリアでは人気が有った。しかし、ネット局のNETテレビ（現・テレビ朝日）では編成上の都合により週末の早朝に放送され、また頻繁に枠移動していたため、関東地区での人気は今一つだった。

## ルール
2人1組の解答者（概ね小学校高学年のペア）による対抗戦で、毎回3チームが参加。
犯行が行われた直後の現場で、大野マゴベエ探偵と容疑者たちが繰り広げるドラマを見て、犯人と犯行方法を導き出していた。解答は1組ずつ行い、他のチームはその間はヘッドホンをして解答が聞こえないようにしていた。各チームの解答が出揃ったところで、マゴベエが正解となる推理と犯人の公表を行った。
犯人と犯行方法の両方を当てると名探偵賞が、どちらか一方だけを当てると推理賞が、どちらも当たらないとマゴマゴ賞が貰えた。

## 出演者
- 大野しげひさ（司会、「大野マゴベエ」役）
- 九鬼三千代（アシスタント、愛称「ミッチー」、中期より登場）
- 笑福亭鶴光

## 主題歌
- 作詞 - 伊藤アキラ
- 作曲 - すぎやまこういち
- 歌 - 子門真人

## 放送局
| 放送対象地域   | 放送局                 | 系列               | 放送日時 | 備考   |
| -------------- | ---------------------- | ------------------ | --- | ------ |
| 中京広域圏     | 名古屋放送             | NET→テレビ朝日系列 | 土曜 17:00 - 17:30 （本放送、1976年4月 - 1980年12月） 土曜 07:30 - 08:00 （再放送、1980年10月 - 1981年3月） | 製作局 |
| 関東広域圏     | NETテレビ → テレビ朝日 | NET→テレビ朝日系列 | 土曜 08:01 - 08:30 （1976年4月 - 9月） 日曜 07:30 - 07:59 （1977年4月 - 1978年3月） 土曜 06:25 - 06:55（1978年4月 - 9月） 日曜 07:30 - 08:00（1978年10月 - 12月） 日曜 06:25 - 06:25（1979年1月 - 4月） 日曜 06:30 - 07:00 （1979年4月 - 1980年7月） |        |
| 広島県         | 広島ホームテレビ       | NET→テレビ朝日系列 | 土曜 07:30 - 08:00 （1979年8月25日時点） |        |
| 鳥取県・島根県 | 山陰放送               | TBS系列            | 土曜 18:00 - 18:30（1978年2月11日時点） |        |

- 1976年10月から1977年3月までNETテレビ（正式社名は日本教育テレビ）では放送を休止していた（全国朝日放送〔通称はテレビ朝日〕に社名変更をしてから再開）。

## 備考
- 放送開始当初は、同局の子供番組『こどもワイドショー ブンブンバンバン』のキャラクター・バンバンがマゴベエの助手役として出演していた。
- ドラマパートには、轟二郎、由利徹、大山のぶ代らが準レギュラーもしくはゲストで出演していた。このうち、大山の役名は「大山花子」で、職業の設定は回により異なっていた（例 - テレビ局プロデューサー、歌手、警部など）。また、大山は『ドラえもん』の放送開始後、犯人役を務めた際にドラえもんの声でCM挿入告知を担当したことがある。
- ポップコーンやトライアングルといった歌手がゲストの回では、番組のラストで彼らが持ち歌を披露していた。